# Washington Bridge (Connecticut)
Washington Bridge, även känd som Devon Bridge, ingår US Route 1. Den går över Housatonic River i delstaten Connecticut i USA och förbinder staden Milford med staden Stratford. Den anses vara arkitektoniskt anmärkningsvärd av National Register of Historic Places för sina fem 30 meter långa valvbågar. Den utsågs till bro nr 327 av delstatsdepartementet för transport.
Washington Bridge är den längsta klaffbron på Boston Post Road. Den är 262 meter lång och 13 meter  bred och har två körfält i varje riktning för biltrafik och en trottoar för fotgängare. Farleden under bron är 38 meter bred. Bron, som kostade 1,5 miljoner dollar 1921, var det största och dyraste projektet från statens motorvägsavdelning fram till dess bron byggdes.

## Historia

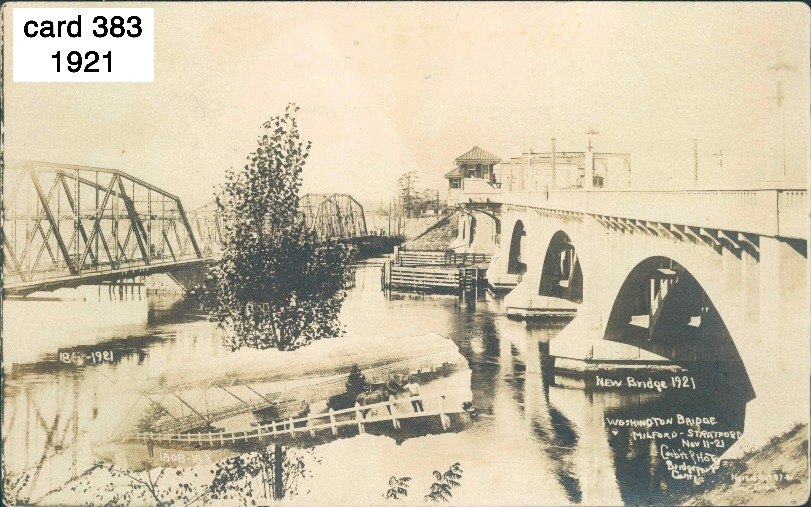
Vykort som visar den nuvarande och de två föregående broarna.

Före den nuvarande bron fanns två tidigare broar, som användes 1803 till 1894 och från 1894 till 1921 (se vykortsbilden).
Den första noterade transporten över floden vid denna tidpunkt var en färja som började trafikera runt maj 1758. Sons of the American Revolution noterar att denna korsning sannolikt användes av George Washington på sin resa från Philadelphia till Cambridge, Massachusetts för att ta befäl över den koloniala armén 1775. Den första bron vid denna tidpunkt föreslogs 1803 av Milford and Stratford Bridge Company, som bytte namn till Washington Bridge Company samma år. Den första permanenta (trä)-bron öppnades 1813, komplett med en vägtull.
År 1844 lade vetenskapsmannen Roger Sherman Baldwin veto mot ett lagförslag som krävde att Washington Bridge Company skulle göra ändringar på bron på egen bekostnad trots att förhållandena som krävde dessa ändringar inte fanns när bron ursprungligen byggdes. Vetot åsidosattes av en handling från Connecticuts generalförsamling.
1845 beslutade Högsta domstolen i USA att handlingen var författningsstridig i "Washington Bridge Company mot Stewart".
Den andra bron öppnade 1894 och byggdes av järn för 88 500 dollar. Den innehöll två fasta spann på 66 meter och en enda svängbart spann på 61 meter i mitten, med en gångväg på norra sidan. New York, New Haven & Hartford Railroad motsatte sig ursprungligen en spårvagnsvagnlinje, men till slut blev det en i det södra körfältet.
Tillverkare av den ursprungliga bron, som byggdes 1921, var Bethlehem Steel. Bron ritades av John Alexander Low Waddell, en känd brobyggnadsingenjör med mer än tusen  byggen på sin meritlista. Ursprungligen fanns det två spårvagnsspår på bron och två körfält för personbilar. Vid tidpunkten för byggandet var det dyraste projektet som Connecticut Department of Transportation hittills genomfört och kostade 1,5 miljoner dollar.
Washington Bridge noterades på National Register of Historic Places 2004.

### Fotnoter
1. ↑  Meeting Minutes March 3, 2009
2. 1 2  Bruce Clouette (31 mars 2003). [[[:Mall:NRHP url]] ”National Register of Historic Places Inventory-Nomination: Washington Bridge”]. National Register of Historic Places Inventory-Nomination: Washington Bridge. National Park Service. Mall:NRHP url. Mall:NRHP url
3. ↑   Arkiverad 3 mars 2016 hämtat från the Wayback Machine."State of Connecticut Highway Department Original Washington Bridge Plans" Läst 31 december 2020.
4. ↑   Historical sketches of the town of Milford - Google Books. 1914. https://books.google.com/books?id=6Q8WAAAAYAAJ&q=%22washington+bridge%22+%2Bhousatonic+river&pg=PA21. Läst 31 december 2020
5. ↑   Web page titled "A History of the Old Town of Stratford and the City of Bridgeport, Connecticut By Samuel Orcutt, Fairfield County Historical Society (page 437)" at Google Book Search Web site, Läst 31 december 2020
6. ↑  ”Governor Roger Baldwin”. Governor Roger Baldwin. Cslib.org. 1997-01-03. Arkiverad från originalet den 8 april 2013. https://web.archive.org/web/20130408163651/http://www.cslib.org/gov/baldwinrs.htm. Läst 31 december 2020.
7. ↑  ”Washington Bridge Company v. Stewart - 44 U.S. 413 (1845) :: Justia US Supreme Court Center”. Washington Bridge Company v. Stewart - 44 U.S. 413 (1845) :: Justia US Supreme Court Center. Supreme.justia.com. http://supreme.justia.com/us/44/413/case.html. Läst 31 december 2020.
8. ↑  Images of Stratford, Stratford Historical Society, 1997 p78-79 ISBN 0-7385-0066-6
9. 1 2   Web page titled "Biennial Report of the Highway Commissioner to the Governor By Connecticut State Highway Dept (page 36)" at Google Books Web site, Läst 31 december 2020
10. ↑  ”Washington Bridge”. Washington Bridge. Past-inc.org. http://www.past-inc.org/historic-bridges/movable-washington.html. Läst 31 december 2020.
11. ↑  ”Washington Bridge (1921)” (på engelska). bridgehunter.com. Arkiverad från originalet den 19 april 2021. https://web.archive.org/web/20210419002954/http://bridgehunter.com/ct/new-haven/327/. Läst 31 december 2020.